# Zuidelijke notenkraker
De zuidelijke notenkraker (Nucifraga hemispila, synoniem Nucifraga caryocatactes) is een vogel uit de familie van de kraaien (Corvidae). Eerder werd deze vogel beschouwd als een ondersoort van de notenkraker.

## Verspreiding en leefgebied
Deze vogel komt voor van de Himalaya tot noordelijk China en Taiwan en telt vier ondersoorten:
- N. h. hemispila: de noordwestelijke en centrale Himalaya.
- N. h. macella: van de oostelijke Himalaya tot centraal en zuidelijk China en noordelijk Myanmar.
- N. h. interdicta: noordelijk China.
- N. h. owstoni: Taiwan.